# Судна ніч (телесеріал)
«Судна ніч» (англ. The Purge) —американський телесеріал-антологія, заснований на однойменній франшизі і створений Джеймсом ДеМонако. Прем’єра серіалу відбулася на USA Network 4 вересня 2018 року, в першому сезоні зіграли Габріель Чаваррія, Ханна Емілі Андерсон, Джессіка Ґарза, Лілі Сіммонс, Аманда Воррен, Колін Вуделл та Лі Тергесен. Події серіалу розгортаються між 2027 і 2028 роками.
У листопаді 2018 року USA Network подовжила шоу на другий сезон, прем’єра якого відбулася 15 жовтня 2019 року. Тоді у шоу знялися Дерек Люк, Макс Мартіні, Паола Нуньєс та Джоель Аллен. У травні 2020 року серіал було закрито.

## Сюжет
Як і у фільмах, серіал розгортається навколо альтернативних антиутопічних Сполучених Штатів під проводом тоталітарного уряду, який санкціонує 12-годинний період, який легалізує всі злочини, включаючи вандалізм, крадіжки, підпали та вбивства.
Перший сезон показує деяких, здавалося б, не пов'язаних персонажів, які намагаються пережити Ніч: Міґель Ґерреро, морський піхотинець, що шукає свою сестру Пенелопу, яка приєдналася до культу смерті; Джейн Барбур, керівник, яка використовує чистку як можливість помститися; та Дженна та Рік Бетанкури, подружжя підприємців, які відвідують вечірку «Чистка», щоб отримати інвестиційний капітал у багатого прихильника «Чистки».
Другий сезон починається саме тоді, коли щорічна Ніч чисток підходить до кінця, і слідує за персонажами, які розбираються з наслідками цієї ночі та готуються до наступної. В одній історії розповідається про колишніх співробітників поліції, які стали грабіжниками банків. Інша історія описує детектив NFFA після підозрілого вбивства друга-вченого і виявляє, що багато їх однолітків також були вбиті за підозрілих обставин. Інші історії включають членів братства коледжу, які вирушили у Ніч чистки поживитися здобиччу, перш ніж їм довелося захищатися і мати справу з посттравматичним стресовим розладом, а також про чоловіка і дружину, які пережили нападника в Ніч чистки, але згодом виявили, що це був найманий вбивця, посланий вбити чоловіка. Чіткі зв'язки між цими персонажами та їх історіями стають очевидними у міру розгортання сюжету.

## Актори та персонажі

### Перший сезон
| Актор                | Роль             | Опис |
| -------------------- | ---------------- | --- |
| Габріель Чаваррія    | Міґель Ґерреро   | Морський піхотинець США, який повертається додому в Ніч чистки після того, як отримав загадкове повідомлення від своєї сестри Пенелопи. |
| Ханна Емілі Андерсон | Дженна Бетанкур  | Прихильниця боротьби з Чисткою та віддана благодійним справам, яка звикла переховуватися вдома у Ніч чисток. Її вибір вперше вийти на вулицю призводить до зіткнення з насильством, яке змушує її розібратися з глибокими роздумами про себе та свій шлюб.                                                                   |
| Джессіка Ґарза       | Пенелопа Ґерреро | Представниця культу, яка обіцяє принести себе в жертву, але її віра піддається випробуванню. Сестра Мігеля. |
| Лілі Сіммонс         | Ліла Стентон     | Молода, багата та непокірна жінка, яка відмовляється вписуватися у натовп світських діячів, що підтримують Чистку. Її впевненість і чарівність маскують вразливість, яка проявиться, коли вона намагатиметься розібратися з незавершеними справами ще до сходу сонця.                                                        |
| Аманда Воррен        | Джейн Барбор     | Відданий і працьовитий спеціаліст у галузі фінансів, яка переконана, що вона вперлася у межу кар'єрної драбини у своїй фірмі, тому вона наймає вбивцю. |
| Колін Вуделл         | Рік Бетанкур     | Після довгих років злиднів та наполегливої праці він нарешті піднімається по соціальних сходах, але вимагання прихильності до еліти, яка підтримує чистку, створює несподівані виклики для його шлюбу, оскільки вони з дружиною повинні домовитися про те, яку моральну ціну вони заплатять, щоб досягти американської мрії. |
| Лі Терґесен          | Джо Оуенс        | Таємничий чоловік, який проїжджає містом, втручаючись у вчинки насильства, паралельно слухаючи записані лекції мотиваційного тренера. |

## Сезони
| Сезон | Епізоди | Епізоди | Оригінальний показ | Оригінальний показ |
| Сезон | Епізоди | Епізоди | Перший показ       | Останній показ     |
| ----- | ------- | ------- | ------------------ | ------------------ |
| 1     | 10      | 10      | 4 вересня 2018     | 6 листопада 2018   |
| 2     | 10      | 10      | 15 жовтня 2019     | 17 грудня 2019     |